# Домінік Дропсі
Домінік Дропсі (фр. Dominique Dropsy; 9 грудня 1951, Лез — 7 жовтня 2015, Бордо)  — французький футболіст, що грав на позиції воротаря. 
Усю ігрову кар'єру провів у трьох клубах: «Валенсьєн», «Страсбур» та «Бордо». Триразовий чемпіон Франції, дворазовий володар Кубка Франції.  Виступав за національну збірну Франції, зокрема, на чемпіонаті світу 1978 року в Аргентині.

## Клубна кар'єра
Народився в Лезі, в департаменті Ена на півночі Франції. Почав свою кар'єру в клубі ««Валенсьєн»» у 1970 році, де провів перші три сезони. З літа 1973 року на 11 сезонів перейшов в  «Страсбур» з яким в 1978-79 році вперше став чемпіоном Франції — Д 1. Виступаючи у Валансьєні та Страсбурі по одному сезоні в кожному клубі грав у другій лізі французького чемпіонату - Д 2, де також ставав чемпіоном. В 1984 році перейшов до тогочасного чемпіона - «Бордо», де тренер Еме Жаке створив гранда французького клубного футболу 1980-их років. У «Бордо» почався період великих перемог, що включав два чемпіонські титули, два кубки Франції та Суперкубок. 
У 1989 році, у 37-літньому віці завершив професійну кар'єру.

### Клубна статистика
| Сезон       | Клуб        | Ліга        | Чемпіонат  | Чемпіонат | Чемпіонат | Кубок Франції | Кубок Франції | Кубок Франції | Суперкубок | Суперкубок | Суперкубок |
| ----------- | ----------- | ----------- | ---------- | --------- | --------- | ------------- | ------------- | ------------- | ---------- | ---------- | ---------- |
| Сезон       | Клуб        | Ліга        | Досягнення | Матчі     | Голи      | Досягнення    | Матчі         | Голи          | Досягнення | Матчі      | Голи       |
| 1970-71     | «Валенсьєн» | Д1          | —          | —         | —         | 1/16          | 1             | 0             | —          | —          | —          |
| 1971-72     | «Валенсьєн» | Д2          |            | 19 (1)    | 0         | 1/16          | 4             | 0             | —          | —          | —          |
| 1972-73     | «Валенсьєн» | Д1          | 18         | 38        | 0         | 1/16          | 2             | 0             | —          | —          | —          |
| 1973-74     | «Страсбур»  | Д1          | 8          | 38        | 0         | 1/8           | 5             | 0             | —          | —          | —          |
| 1974-75     | «Страсбур»  | Д1          | 9          | 38        | 0         | 1/4           | 5             | 0             | —          | —          | —          |
| 1975-76     | «Страсбур»  | Д1          | 19         | 38        | 0         | 1/32          | 1             | 0             | —          | —          | —          |
| 1976-77     | «Страсбур»  | Д2          |            | 34 (2)    | 1         | 1/8           | 7             | 0             | —          | —          | —          |
| 1977-78     | «Страсбур»  | Д1          |            | 38        | 0         | 1/16          | 3             | 0             | —          | —          | —          |
| 1978-79     | «Страсбур»  | Д1          |            | 38        | 0         | 1/2           | 9             | 0             | —          | —          | —          |
| 1979-80     | «Страсбур»  | Д1          | 5          | 38        | 0         | 1/16          | 3             | 0             | —          | —          | —          |
| 1980-81     | «Страсбур»  | Д1          | 7          | 38        | 0         | 1/2           | 9             | 0             | —          | —          | —          |
| 1981-82     | «Страсбур»  | Д1          | 10         | 31        | 0         | 1/32          | 1             | 0             | —          | —          | —          |
| 1982-83     | «Страсбур»  | Д1          | 15         | 38        | 0         | 1/8           | 5             | 0             | —          | —          | —          |
| 1983-84     | «Страсбур»  | Д1          | 8          | 37        | 0         | 1/8           | 5             | 0             | —          | —          | —          |
| 1984-85     | «Бордо»     | Д1          |            | 38        | 0         | 1/16          | 3             | 0             | (3)        | 1          | -1         |
| 1985-86     | «Бордо»     | Д1          |            | 38        | 0         |               | 10            | 0             | (4)        | 1          | 0          |
| 1986-87     | «Бордо»     | Д1          |            | 38        | 0         |               | 10            | 0             | —          | —          | —          |
| 1987-88     | «Бордо»     | Д1          |            | 38        | 0         | 1/32          | 1             | 0             | —          | —          | —          |
| 1988-89     | «Бордо»     | Д1          | 13         | 34        | 0         | 1/32          | 1             | 0             | —          | —          | —          |
| Всього      | «Валенсьєн» | Д1          | 1 сезон    | 38        | 0         | 2 сезони      | 3             | 0             | —          | —          | —          |
| Всього      | «Страсбур»  | Д1          | 10 сезонів | 372       | 0         | 10 сезонів    | 46            | 0             | —          | —          | —          |
| Всього      | «Бордо»     | Д1          | 5 сезонів  | 186       | 0         | 5 сезонів     | 25            | 0             | 2 сезони   | 2          | -1         |
| ВСЬОГО в Д1 | ВСЬОГО в Д1 | ВСЬОГО в Д1 | 16 сезонів | 596       | 0         | 17 сезонів    | 74            | 0             | 2 сезони   | 2          | -1         |
| ВСЬОГО      | ВСЬОГО      | ВСЬОГО      | 18 сезонів | 649       | 1         | 19 сезонів    | 85            | 0             | 2 сезони   | 2          | -1         |

 (1) — у  сезоні 1971-72 «Валенсьєн» зайняв 1 місце в групі B Д2 і грав 2 матчі з переможцями груп  A і С за титул абсолютного чемпіону Д2. Результати тих ігор: «Седан»—«Валенсьєн» 0:1 та «Валенсьєн»—«Страсбур» 2:1. Дропсі зіграв у цих 2 іграх. Ці матчі не враховані у даній таблиці.
 (2) — у  сезоні 1976-77 «Страсбур» зайняв 1 місце в групі B Д2 і грав 2 матчі з переможцем групи  A за титул абсолютного чемпіону Д2. Результати тих ігор: «Страсбур»—«Монако» 2:0 та «Монако»—«Страсбур» 1:1. Дропсі зіграв у цих 2 іграх. Ці матчі не враховані у даній таблиці.
 (3) — у 1955–1973, 1985–86 роках приз мав назву Виклик чемпіонів (фр. Challenge des champions). Матч відбувся в Бордо 18 грудня 1985 року. «Бордо» — чемпіон  Франції поступився володарю Кубка — «Монако». Основний та додатковий час — 1:1, пен. — 7:8. Дропсі зіграв весь матч.
 (4)— Матч відбувся в Пуент-а-Пітр, Гваделупа 23 січня 1987 року. «Бордо» — чемпіон  Франції переміг володаря Кубка — «Парі Сен-Жермен» — 1:0. Дропсі зіграв весь матч.

## Єврокубки
З 7 стартів у європейських клубних турнірах найкращі досягнення — півфінали у розіграшах Кубка чемпіонів 1984-85 та Кубка кубків 1986-87 у складі «Бордо». Провів на полі весь ігровий час у всіх 42 матчах, пропустивши 34 голи.
Свою першу гру в єврокубках провів у складі «Страсбура» проти шведського клубу «Ельфсборг» у стартовій грі за Кубок УЄФА восени 1978 року. У складі ельзаського клубу провів і наступний євросезон в Кубку чемпіонів, дійшовши до чвертьфіналу. 
Слід відзначити також поєдинки з радянськими командами. Тричі «Бордо» зустрічався з ними, і тричі проходив далі. Перший раз жереб звів у чвертьфіналі Кубка чемпіонів сезону 1984-85 з «Дніпром». Обидві гри і додатковий час в Кривому Розі завершилися внічию — 1:1. В  серії післяматчевих пенальті Дропсі парирував удар Геннадія Литовченко,  внісши в перемогу французів вагомий внесок  — 5:3. А у півфіналі «Бордо» поступився туринському «Ювентусу», з Мішелем Платіні на чолі.
У чвертьфіналі Кубка кубків в сезоні 1986-87 «Бордо» протистояло московське «Торпедо». Вигравши у Франції — 1:0, у гостях аквітанці поступилися — 2:3. Завдяки голам на чужому полі вони пройшли до півфіналу, де не змогли здолати лейпцігський «Локомотив». І третій двобій знову був з «Дніпром» у сезоні 1988-89 на стадії 1/32 фіналу Кубка УЄФА. Цього разу спочатку була нічия в Дніпропетровську — 1:1, а через два тижні перемога на власному полі — 2:1. До речі, цей євросезон був останнім в кар'єрі Дропсі. В 1/8 фіналу «Бордо» програв «Наполі» — майбутньому переможцеві з неперевершеним Дієго Марадоною в складі італійців — 0:1 в Бордо і 0:0 в Неаполі. Матч на Апеннінах відбувся 7 грудня, за два дні до 37-річчя Домініка.

### Статистика виступів у єврокубках по сезонах
| Сезон             | Клуб              | Турнір          | Досягнення    | Матчі | Перемоги | Нічиї | Поразки | Голи |
| ----------------- | ----------------- | --------------- | ------------- | ----- | -------- | ----- | ------- | ---- |
| 1978-79           | «Страсбур»        | Кубок УЄФА      | 1/8 фіналу    | 6     | 2        | 1     | 3       | -8   |
| 1979-80           | «Страсбур»        | Кубок чемпіонів | 1/8 фіналу    | 6     | 3        | 1     | 2       | -6   |
| 1984-85           | «Бордо»           | Кубок чемпіонів | Півфінал      | 8     | 3        | 4     | 1       | -8   |
| 1985-86           | «Бордо»           | Кубок чемпіонів | 1/16 фіналу   | 2     | 0        | 1     | 1       | -3   |
| 1986-87           | «Бордо»           | Кубок кубків    | Півфінал      | 8     | 5        | 1     | 2       | -5   |
| 1987-88           | «Бордо»           | Кубок чемпіонів | 1/4 фіналу    | 6     | 3        | 3     | 0       | -1   |
| 1988-89           | «Бордо»           | Кубок УЄФА      | 1/8 фіналу    | 6     | 3        | 2     | 1       | -3   |
| ВСЬОГО            | «Страсбур»        | 2 євросезони    | 2 євросезони  | 12    | 5        | 2     | 5       | -14  |
| ВСЬОГО            | «Бордо»           | 5 євросезонів   | 5 євросезонів | 30    | 14       | 11    | 5       | -20  |
| ВСЬОГО за кар'єру | ВСЬОГО за кар'єру | 7 євросезонів   | 7 євросезонів | 42    | 19       | 13    | 10      | -34  |

### Статистика по турнірах
| Турнір          | Сезони | Матчі | Перемоги | Нічиї | Поразки | Голи     |
| --------------- | ------ | ----- | -------- | ----- | ------- | -------- |
| Кубок чемпіонів | 4      | 22    | 9        | 9     | 4       | -18 (-1) |
| Кубок кубків    | 1      | 8     | 5        | 1     | 2       | -5 (-2)  |
| Кубок УЄФА      | 2      | 12    | 5        | 3     | 4       | -11 (-2) |

### Єврокубкова статистика: сезони, турніри, матчі, голи
(1) — в дужках голи, пропущені з пенальті.
 (2) — відбиті пенальті (шаблон Pengoal) під час гри (вказано на якій хвилині матчу) або в серії післяматчевих пенальті. 
           Також при наведенні курсора на шаблон (м'яч), вказано якого гравця удар відбив Домінік Дропсі.

## Виступи за збірну
Трохи менше трьох років тривала кар'єра в збірній Франції — 17 ігор, 17 пропущених м'ячів.
Тренер Мішель Ідальго ввів Домініка до складу національної команди для виступів на аргентинському чемпіонаті світу в останній момент. Він замінив травмованого Андре Рея, який вибув за місяць до мундіалю. 10 червня 1978 року дебютував у складі триколірних в груповому матчі зі збірною Угорщини в Мар-дель-Платі. Ця гра вже нічого не вирішувала в турнірному становищі — збірна Франції достроково залишала чемпіонат. Дропсі провів на полі всі 90 хвилин, пропустив один гол і святкував єдину перемогу французів на цьому чемпіонаті — 3:1.
Наступний відбірковий цикл — кваліфікація на чемпіонат Європи з футболу 1980 року в Італії. Був першим номером у воротах у того ж таки керманича збірної Ідальго. З 6 ігор провів 5. Проте в останньому турі збірна Чехословаччини випередила  французів на очко і здобула путівку до Італії.
Останні ігри — відбірковий раунд на чемпіонат світу з футболу 1982 року в Іспанії. З 8 матчів провів 4. Неприємним став гол в Роттердамі, у грі зі збірною Нідерландів 25 березня 1981 року. Арнольд Мюрен пробивав  штрафний з віддалі близько 30 метрів, влучив в хрестовину після чого м'яч зрекошетив в шию Дропсі і залетів у ворота. Прикра поразка — 0:1. Ця неприємність і слабі результати «Страсбуру» в національній першості (10 місце в сезоні 1981-82, у 38 матчах 41 пропущений м'яч), де Дропсі був основним воротарем, стали причинами, чому той же тренер Ідальго не вніс його у склад триколірних, які поїхали на світову першість.  
15 травня 1981 року в Парижі товариським матчем зі збірною Бразилії він завершив виступи за збірну. 

### Статистика матчів за збірну
| Усі матчі та пропущені голи Домініка Дропсі за збірну Франції | Усі матчі та пропущені голи Домініка Дропсі за збірну Франції | Усі матчі та пропущені голи Домініка Дропсі за збірну Франції | Усі матчі та пропущені голи Домініка Дропсі за збірну Франції | Усі матчі та пропущені голи Домініка Дропсі за збірну Франції | Усі матчі та пропущені голи Домініка Дропсі за збірну Франції | Усі матчі та пропущені голи Домініка Дропсі за збірну Франції | Усі матчі та пропущені голи Домініка Дропсі за збірну Франції |
| №                                                             | Дата                                                          | Місто                                                         | Турнір                                                        | Суперник                                                      | Рахунок                                                       | Голи (1)                                                      | Інше                                                          |
| ------------------------------------------------------------- | ------------------------------------------------------------- | ------------------------------------------------------------- | ------------------------------------------------------------- | ------------------------------------------------------------- | ------------------------------------------------------------- | ------------------------------------------------------------- | ------------------------------------------------------------- |
| 1                                                             | 10-06-1978                                                    | Мар-дель-Плата, «Естадіо Хосе Марія Мінелла»                  | ЧС-1978 Група                                                 | Угорщина                                                      | 3:1 [Архівовано 26 червня 2018 у Wayback Machine.]            | -1                                                            |                                                               |
| 2                                                             | 07-10-1978                                                    | Люксембург, Муніципальний                                     | Відбір ЧЄ-1980                                                | Люксембург                                                    | 3:1 [Архівовано 26 серпня 2014 у Wayback Machine.]            | -1                                                            |                                                               |
| 3                                                             | 08-11-1978                                                    | Париж, «Парк де Пренс»                                        | Товариський                                                   | Іспанія                                                       | 1:0 [Архівовано 8 липня 2017 у Wayback Machine.]              | 0                                                             |                                                               |
| 4                                                             | 25-02-1978                                                    | Париж, «Парк де Пренс»                                        | Відбір ЧЄ-1980                                                | Люксембург                                                    | 3:0 [Архівовано 5 вересня 2014 у Wayback Machine.]            | 0                                                             |                                                               |
| 5                                                             | 04-04-1979                                                    | Братіслава, «Тегельне Поле»                                   | Відбір ЧЄ-1980                                                | Чехословаччина                                                | 0:2 [Архівовано 5 вересня 2014 у Wayback Machine.]            | -2 (-1)                                                       |                                                               |
| 6                                                             | 02-05-1979                                                    | Іст-Ратерфорд, «Джаєнтс Стедіум»                              | Товариський                                                   | США                                                           | 6:0 [Архівовано 23 березня 2019 у Wayback Machine.]           | 0                                                             | 46'                                                           |
| 7                                                             | 05-09-1979                                                    | Стокгольм, ««Росунда»»                                        | Відбір ЧЄ-1980                                                | Швеція                                                        | 3:1                                                           | -1                                                            |                                                               |
| 8                                                             | 10-10-1979                                                    | Париж, «Парк де Пренс»                                        | Товариський                                                   | США                                                           | 3:0 [Архівовано 23 березня 2019 у Wayback Machine.]           | 0                                                             | 46'                                                           |
| 9                                                             | 17-11-1979                                                    | Париж, «Парк де Пренс»                                        | Відбір ЧЄ-1980                                                | Чехословаччина                                                | 2:1 [Архівовано 22 серпня 2014 у Wayback Machine.]            | -1                                                            |                                                               |
| 10                                                            | 27-02-1980                                                    | Париж, «Парк де Пренс»                                        | Товариський                                                   | Греція                                                        | 5:1 [Архівовано 23 березня 2019 у Wayback Machine.]           | -1                                                            | 46'                                                           |
| 11                                                            | 26-03-1980                                                    | Париж, «Парк де Пренс»                                        | Товариський                                                   | Нідерланди                                                    | 0:0 [Архівовано 23 березня 2019 у Wayback Machine.]           | 0                                                             |                                                               |
| 12                                                            | 11-10-1980                                                    | Лімасол, «Ціріон»                                             | Відбір ЧС-1982                                                | Кіпр                                                          | 7:0 [Архівовано 9 грудня 2019 у Wayback Machine.]             | 0                                                             |                                                               |
| 13                                                            | 28-10-1980                                                    | Париж, «Парк де Пренс»                                        | Відбір ЧС-1982                                                | Ірландія                                                      | 2:0 [Архівовано 9 грудня 2019 у Wayback Machine.]             | 0                                                             |                                                               |
| 14                                                            | 19-10-1980                                                    | Ганновер, «Нідерзахсенштадіон»                                | Товариський                                                   | ФРН                                                           | 1:4 [Архівовано 23 березня 2019 у Wayback Machine.]           | -4 (-1)                                                       |                                                               |
| 15                                                            | 25-03-1981                                                    | Роттердам, «Де Кейп»                                          | Відбір ЧС-1982                                                | Нідерланди                                                    | 0:1 [Архівовано 9 грудня 2019 у Wayback Machine.]             | -1                                                            |                                                               |
| 16                                                            | 29-04-1981                                                    | Париж, «Парк де Пренс»                                        | Відбір ЧС-1982                                                | Бельгія                                                       | 3:2 [Архівовано 29 грудня 2019 у Wayback Machine.]            | -2                                                            |                                                               |
| 17                                                            | 15-05-1981                                                    | Париж, «Парк де Пренс»                                        | Товариський                                                   | Бразилія                                                      | 1:3 [Архівовано 23 березня 2019 у Wayback Machine.]           | -3                                                            | 46'                                                           |
| ВСЬОГО:                                                       | ВСЬОГО:                                                       | ВСЬОГО:                                                       | ВСЬОГО:                                                       | ВСЬОГО:                                                       | 17 матчів                                                     | -17 (-2)                                                      |                                                               |

 (1) — в дужках голи, пропущені з пенальті.
| Турнір           | Матчі | Перемоги | Нічиї | Поразки | Голи |
| ---------------- | ----- | -------- | ----- | ------- | ---- |
| Товариські матчі | 7     | 4        | 1     | 2       | -8   |
| Кваліфікація ЧЄ  | 5     | 4        | 0     | 1       | -5   |
| Чемпіонат світу  | 1     | 1        | 0     | 0       | -1   |
| Кваліфікація ЧС  | 4     | 3        | 0     | 1       | -3   |
| ВСЬОГО           | 17    | 12       | 1     | 4       | -17  |

| Рік  | Турнір          | Місце | Матчі | Перемоги | Нічиї | Поразки | Голи |
| ---- | --------------- | ----- | ----- | -------- | ----- | ------- | ---- |
| 1978 | Чемпіонат світу | 12    | 1     | 1        | 0     | 0       | -1   |

## Особисте життя
Син Дам'єн (родився 1983 року) також пробував свої сили у футболі, як воротар. Проте будь-якого серйозного успіху не мав. В 2012 році зіграв роль футболіста в художньому фільмі.
Переніс аневризму у 2005 році. В березні 2011 року медичні обстеження виявили у Дропсі лейкемію. Незважаючи на певні успіхи в лікуванні,   
7 жовтня 2015 року помер у Бордо у віці 63 років  .

## Досягнення

### Гравець

#### «Страсбур»
- Чемпіон Франції: 1978-79

#### «Бордо»
- Чемпіон Франції: 1984-85, 1986-87
- Володар Кубка Франції: 1985-86, 1986-87
- Володар Суперкубка Франції: 1986
- Півфіналіст Кубка чемпіонів: 1984-85
- Півфіналіст Кубка кубків: 1986-87

#### Збірна Франції
- Чемпіонат світу 1978 року: 12-е місце